# Eodrepanus parallelus
Eodrepanus parallelus là một loài bọ cánh cứng trong họ Bọ hung (Scarabaeidae).